# Girls' Generation-Oh!GG
Girls' Generation-Oh!GG (кор. 소녀시대-Oh!GG) — другий підрозділ південнокорейського жіночого гурту Girls' Generation, сформованого лейблом SM Entertainment у 2018 році. Колектив складається з п'яти учасниць Girls' Generation: Тейон, Санні, Хьойон, Юрі та Юна. Гурт дебютував у вересні 2018 року із сингл-альбомом «Lil' Touch».

## Історія
9 жовтня 2017 року учасниці Girls' Generation Тіффані Суйон і Сохьон не продовжили свої контракти та офіційно залишити SM Entertainment, фактично залишивши майбутнє гурту в підвішеному стані. Пізніше лейбл оголосив, що колектив не буде розпущено, а майбутня участь трьох учасниць і Girls' Generation обговорювалася.
2 серпня 2018 року SM Entertainment оголосив про створення другого підрозділу Girls' Generation (після TTS, який дебютував 2012 року). 27 серпня SM Entertainment оприлюднила назву Girls' Generation-Oh!GG; він складається з учасниць, які продовжили контракти з лейблом. Гурт дебютував 5 вересня із сингл-альбомом Lil' Touch, який вийшов у цифровому та фізичному форматах. Сингл містив заголовний трек «Lil' Touch» і сторону Б під назвою «Fermata», а також їхні інструментальні версії. Спочатку «Lil' Touch» був одним із двох варіантів дебютного синглу учасниці Юрі (другим був «Into You»), але компанія дала «Lil' Touch» гурту, вирішивши, що швидша пісня більше пасує колективу.
9 грудня 2021 року стало відомо, що Oh!GG візьмуть участь у майбутньому зимовому альбомі SM Town під назвою 2021 Winter SM Town: SMCU Express та онлайн-концерті 2022 року. 21 грудня було оголошено, що гурт випустить сингл «Melody» як частину зимового альбому.

## Учасниці

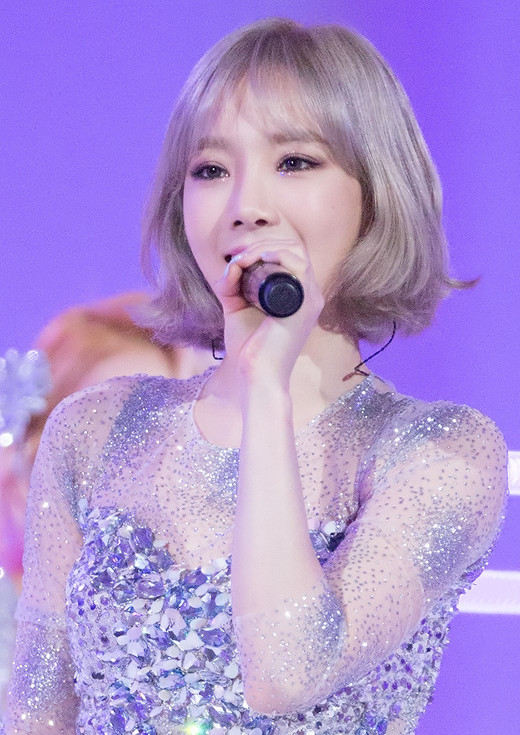
Тейон
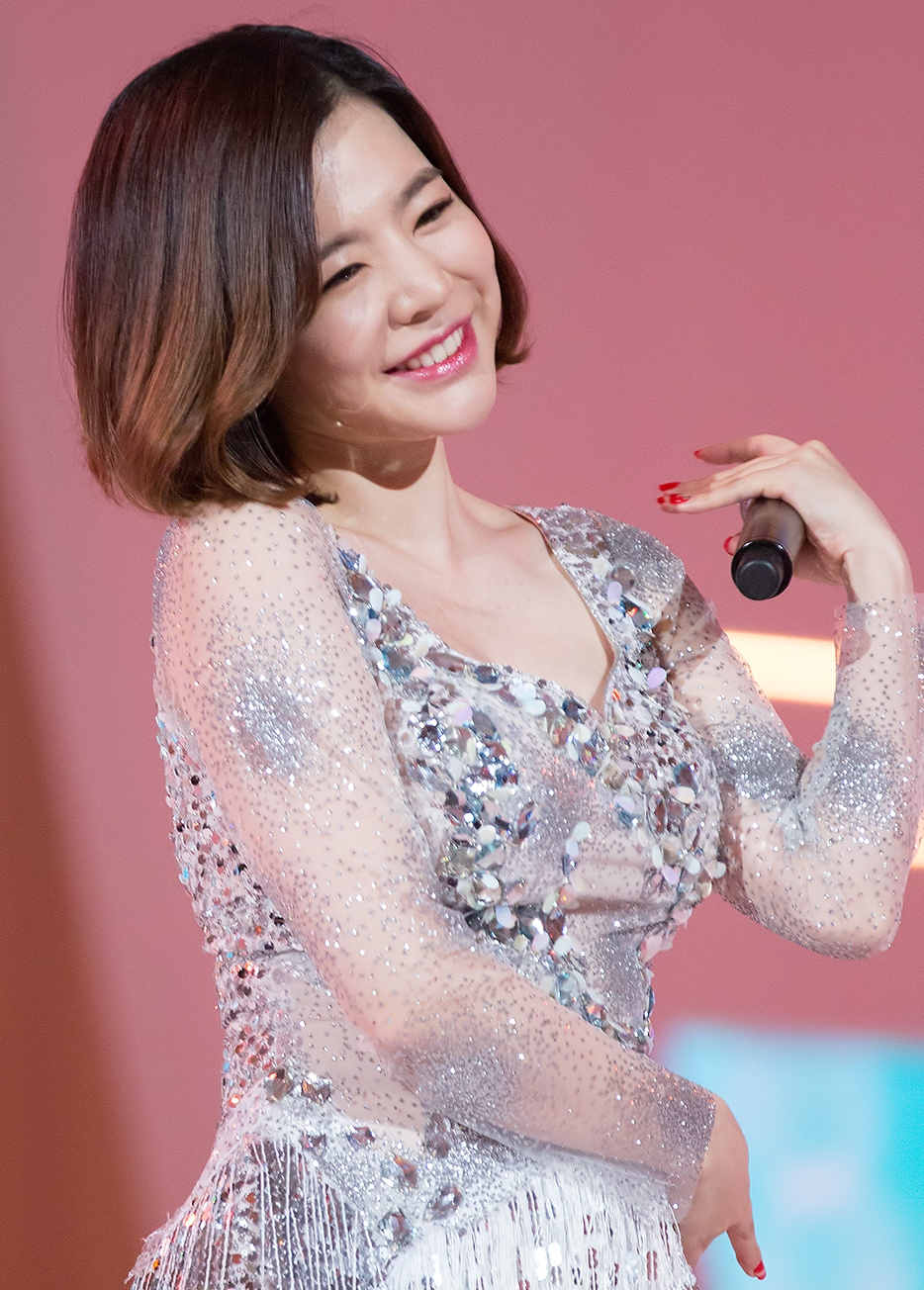
Санні
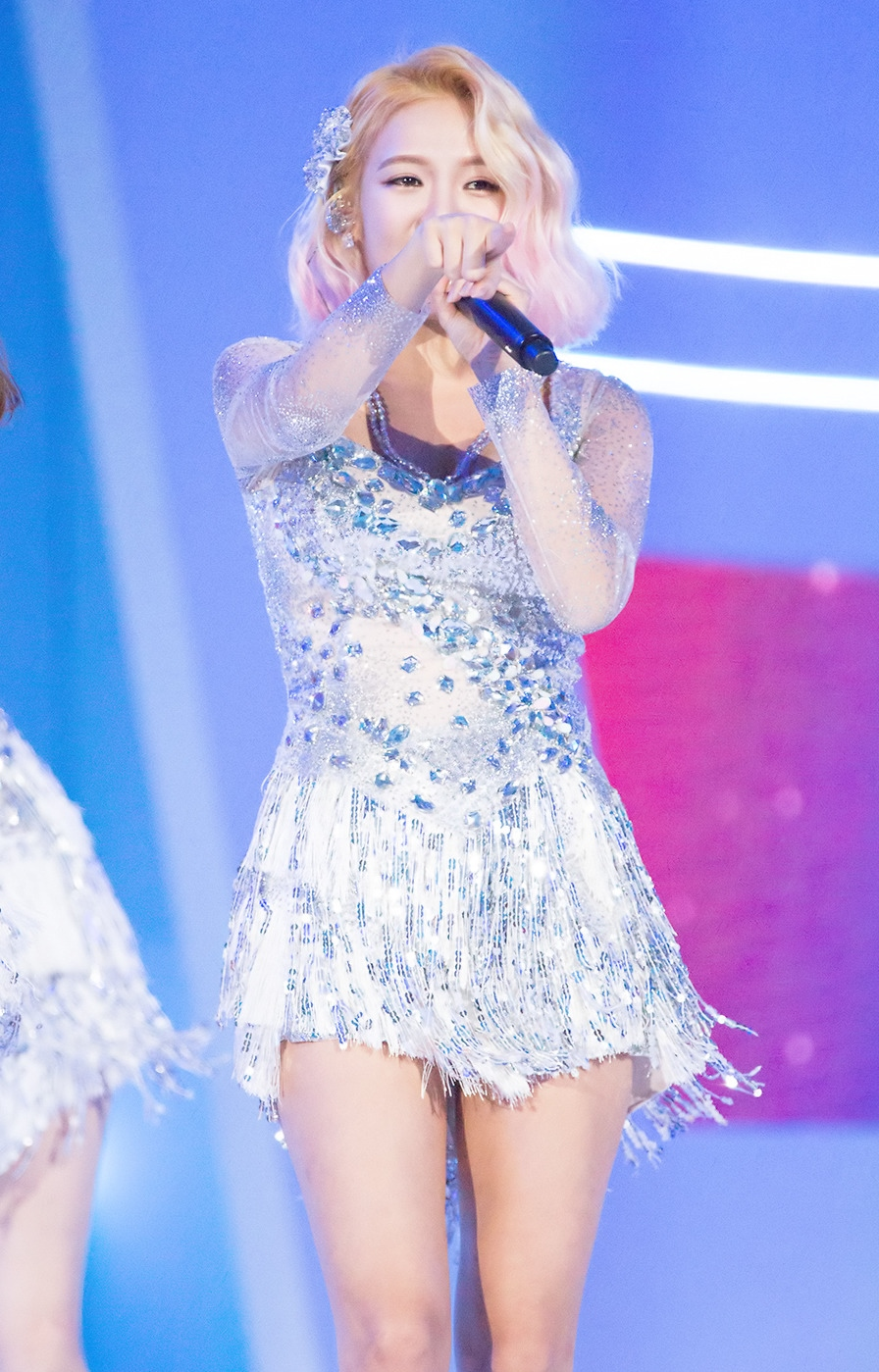
Хьойон
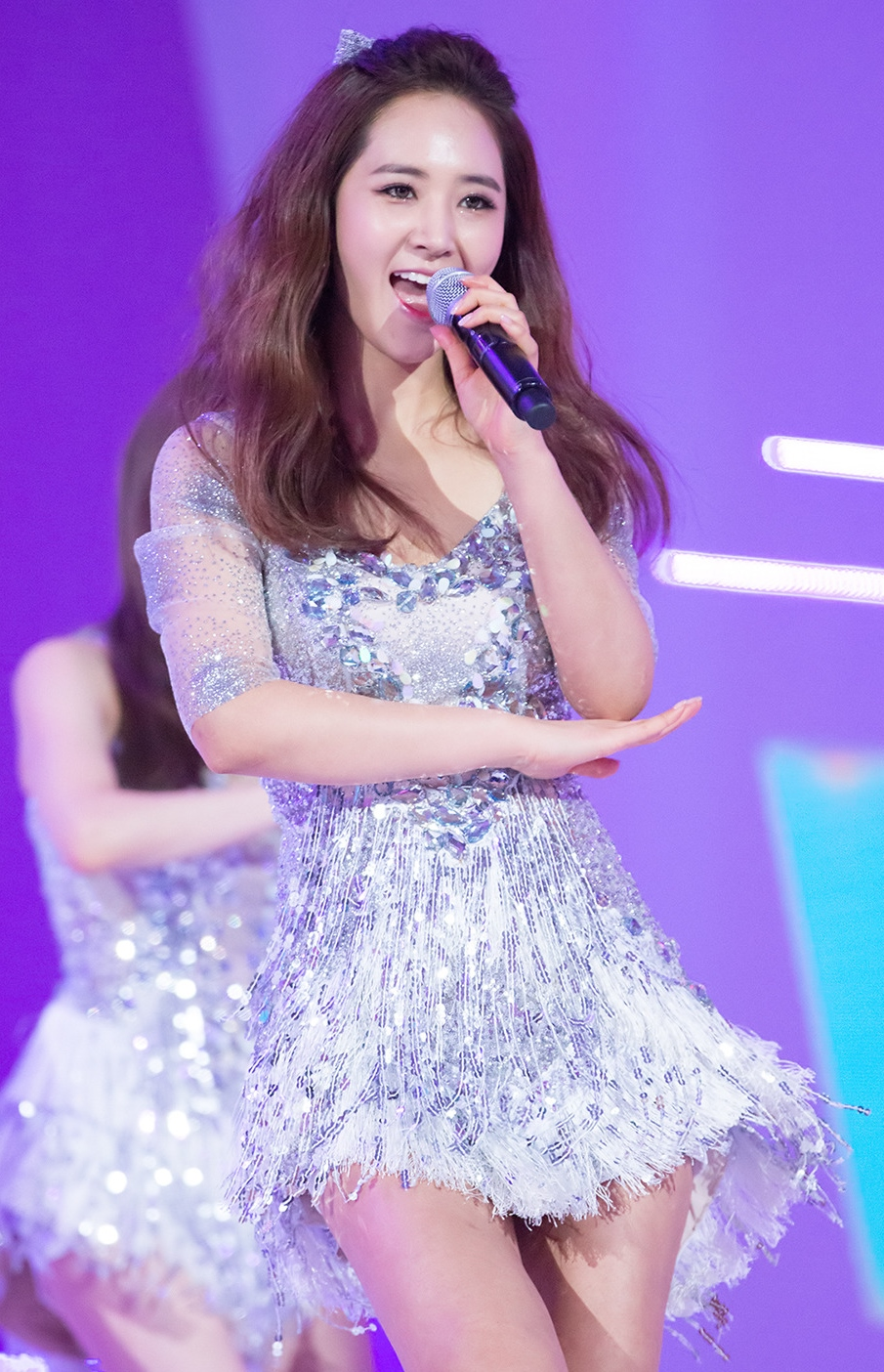
Юрі
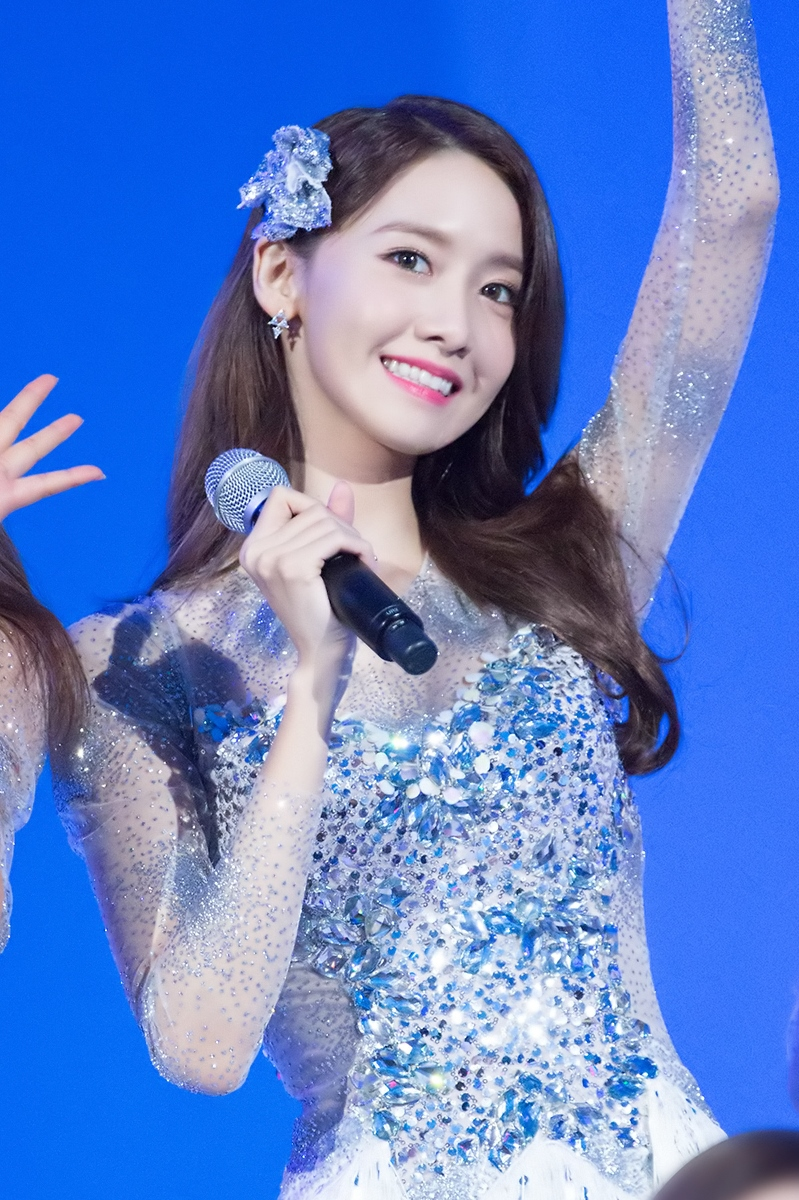
Юна

| Псевдонім  | Псевдонім           | Справжнє ім'я | Справжнє ім'я       | Дата народження            | Позиції в гурті                                                             |
| Українська | Корейська (хангиль) | Українська    | Корейська (хангиль) | Дата народження            | Позиції в гурті                                                             |
| ---------- | ------------------- | ------------- | ------------------- | -------------------------- | --------------------------------------------------------------------------- |
| Тейон      | 태연                | Кім Тейон     | 김태연              | 9 березня 1989 (36 років)  | Головна вокалістка                                                          |
| Санні      | 써니                | Лі Сункю      | 이순규              | 15 травня 1989 (35 років)  | Ведуча вокалістка                                                           |
| Хьойон     | 효연                | Кім Хьойон    | 김효연              | 22 вересня 1989 (35 років) | Головна реперка, головна танцюристка, вокалістка                            |
| Юрі        | 유리                | Квон Юрі      | 권유리              | 5 грудня 1989 (35 років)   | Ведуча танцюристка, ведуча реперка, ведуча вокалістка, віжуал               |
| Юна        | 윤아                | Ім Юна        | 임윤아              | 30 травня 1990 (34 роки)   | Лідер, ведуча танцюристка, ведуча реперка, вокалістка, віжуал, центр, макне |

## Дискографія

### Сингл-альбоми
| Назва               | Деталі | Пікові позиції у чартах | Продажі                          |
| Назва               | Деталі | KOR                     | Продажі                          |
| ------------------- | --- | ----------------------- | -------------------------------- |
| Lil' Touch (몰랐니) | - Реліз: 5 вересня 2018 - Label: SM Entertainment, Dreamus - Формат: Kihno kit, цифрове завантаження, потокове мультимедіа Список композицій 1. «Lil' Touch» (몰랐니) 2. «Fermata» (쉼표) 3. «Lil' Touch» (몰랐니; Inst.) 4. «Fermata» (쉼표; Inst.) | 3                       | - Південна Корея: 43 732 (Kihno) |

### Сингли
| Назва                                                                       | Рік  | Пікові позиції у чартах | Пікові позиції у чартах | Пікові позиції у чартах | Пікові позиції у чартах | Пікові позиції у чартах | Альбом     |
| Назва                                                                       | Рік  | KOR Gaon                | KOR Hot                 | JPN Hot                 | NZ Hot                  | US World                | Альбом     |
| --------------------------------------------------------------------------- | ---- | ----------------------- | ----------------------- | ----------------------- | ----------------------- | ----------------------- | ---------- |
| «Lil' Touch» (몰랐니)                                                       | 2018 | 7                       | 4                       | 33                      | 39                      | 3                       | Lil' Touch |
| «—» позначає реліз, який не потрапив у чарт або не вийшов на цій території. |      |                         |                         |                         |                         |                         |            |

### Інші пісні в чартах
| «Fermata» (쉼표)                                                            | 2018 | — | Lil' Touch                        |
| «Melody»                                                                    | 2021 | — | 2021 Winter SM Town: SMCU Express |
| «—» позначає реліз, який не потрапив у чарт або не вийшов на цій території. |      |   |                                   |

## Відеографія

### Відеокліпи
| Рік  | Назва                 | Режисер        | Прим.  |
| ---- | --------------------- | -------------- | ------ |
| 2018 | «Lil' Touch» (몰랐니) | Vikings League | [ 21 ] |

## Фільмографія

### Телешоу
| Рік  | Назва                    | Мережа               | Прим.  |
| ---- | ------------------------ | -------------------- | ------ |
| 2018 | «Дівчата для відпочинку» | JTBC Naver TV V Live | [ 22 ] |

## Нагороди та номінації
| Премія                       | Рік  | Категорія                                  | Номінант / Праця        | Результат | Прим.         |
| ---------------------------- | ---- | ------------------------------------------ | ----------------------- | --------- | ------------- |
| Mnet Asian Music Awards      | 2018 | Найкращий підрозділ                        | Girls' Generation-Oh!GG | Номінація | [ 23 ]        |
| Mnet Asian Music Awards      | 2018 | Пісня року                                 | «Lil' Touch»            | Номінація | [ 23 ]        |
| Seoul Music Awards           | 2019 | Бонсан                                     | Girls' Generation-Oh!GG | Номінація | [ 24 ] [ 25 ] |
| Seoul Music Awards           | 2019 | Нагорода за популяризацію корейської хвилі | Girls' Generation-Oh!GG | Номінація | [ 24 ] [ 25 ] |
| Seoul Music Awards           | 2019 | Нагорода за популярність                   | Girls' Generation-Oh!GG | Номінація | [ 24 ] [ 25 ] |
| Soribada Best K-Music Awards | 2019 | Нагорода за популярність                   | Girls' Generation-Oh!GG | Номінація | [джерело?]    |

## Нотатки
1. ↑  «Fermata» не потрапила в Gaon Digital Chart, але посіла 30 та 68 місця в Download Chart і BGM Chart відповідно[18][19].
2. ↑  «Melody» не потрапила Gaon Digital Chart, але посіла 60 місце в Download Chart[20].